# 格魯斯冰川
格魯斯冰川（英語：Grace Glacier），是南極洲的冰川，位於南喬治亞島，最終在索爾茲伯里平原附近注入島嶼灣的安珀爾灣，由美國的鳥類學家命名，現時由英國海外領土管轄。